# Sunday 8PM
Sunday 8PM ist das zweite Studioalbum der englischen Band Faithless. Es erschien im September 1998. Der Titel bezieht sich auf eine Uhrzeit, an der die Party vorbei ist. Das Albumcover zeigt das Bluebird Theater in Denver im Bundesstaat Colorado, USA.

## Veröffentlichungen

### Originalversion
1. The Garden – 4:27
2. Bring My Family Back (feat. Rachael Brown) – 6:22
3. Hour of Need (feat. Rachael Brown) – 4:36
4. Postcards (feat. Dido) – 4:01
5. Take the Long Way Home – 7:13
6. Why Go? (feat. Boy George) – 3:57
7. She’s My Baby (feat. Rachael Brown & Pauline Taylor) – 5:48
8. God Is a DJ – 8:01
9. Hem of His Garment (feat. Dido & Pauline Taylor) – 4:07
10. Sunday 8PM – 2:42
11. Killer’s Lullaby – 6:10

### Sunday 8PM / Saturday 3AM
Sunday 8PM / Saturday 3AM ist der im Oktober 1999 veröffentlichte Re-Release von Sunday 8PM. Dabei ist zusätzlich die CD „Saturday 3AM“ enthalten, welche Remixes von Sunday 8PM beinhaltet.
Titelliste Saturday 3AM
1. The Garden (End of Summer Intro) – 1:30
2. Killer’s Lullaby (Nightmares on Wax Mix) – 5:24
3. Take the Long Way Home (End of the Road Mix) – 6:32
4. Bring My Family Back (Paul van Dyk Mix) (feat. Rachael Brown) – 7:17
5. Sunday 8PM (A Time for Lovin’ Mix) – 4:08
6. Hour of Need (Skinny Mix) (feat. Rachael Brown) – 3:47
7. Postcards (Rewritten Mix) (feat. Dido) – 3:32
8. God Is a DJ (Yes He Is) – 8:38
9. Thank You – 9:28
10. Why Go? (Radio Mix) (feat. Boy George) – 3:49

### Pinkpop Edition
Im Juni 1998 erschien in den Niederlanden eine Sonderausgabe des Albums mit einer Bonus-CD, die vier Liveaufnahmen vom Pinkpop-Festival des gleichen Jahres beinhaltet.
Titelliste Pinkpop Live Trax (Bonus-CD)
1. God Is a DJ (live) – 6:10
2. Bring My Family Back (live) – 5:05
3. Do My Thing (live) – 1:19
4. If Loving You Is Wrong (live) – 4:53

## Musikalische Beschreibung
Das Album unterscheidet sich nach laut.de nicht sehr von seinem Vorgänger. Als schleppend beschriebene House-Grooves stehen im Vordergrund, und Maxi Jazz’ monotoner Sprechgesang entfaltet zusammen mit vielschichtigen Synthesizer-Flächen eine „hypnotische Wirkung“. Dazu kommen Anleihen aus Trip-Hop und Soul. Laut Rolling Stone besteht das Album aus “languorous grooves, soft beats and sparse computer effects” (Ernest Hardy, deutsch: „schläfrigen Grooves, weichen Beats und kargen Computer-Effekten“).

## Rezeption

### Kommerzieller Erfolg
In den deutschen Charts stieg Sunday 8pm auf Platz 6 ein und blieb dort für zwei Wochen. 2000 stieg es noch einmal für eine Woche in die deutschen Charts. In Großbritannien erreichte es Platz 10 in den Charts, in den schweizerischen Charts belegte es Platz 9.

### Auskopplungen
Das Album enthält Hit-Singles wie God Is a DJ, das in den US-Hot Dance Music/Club Play-Charts Platz 1 belegte, Take the Long Way Home und Bring My Family Back. Von letzterem Song wurde 1999 eine Version mit einer von Sabrina Setlur gesungenen deutschsprachigen Strophe veröffentlicht.

### Kritik
Der Rolling Stone bemängelte, das Album sei “a little too neat and antiseptic” (Ernest Hardy, deutsch: „ein wenig zu ordentlich und antiseptisch“). Das Album wurde mit Massive Attack und Portishead verglichen, deren Innovation ihm aber abgesprochen wurde, und erhielt 2,5/5 Punkte. Der Allmusic Guide warf Sunday 8pm vor, ihm fehlten die entscheidenden Grooves und Ideen, um mehr zu sein als “a random, standard dancefloor record with redundant beats and hoary ideas” (Michael Gallucci, deutsch: „eine beliebige, standardisierte Dancefloor-Platte mit weitschweifigen Beats und ergrauten Ideen“).